# Scelidocteus baccatus
Scelidocteus baccatus är en spindelart som beskrevs av Simon 1907. Scelidocteus baccatus ingår i släktet Scelidocteus och familjen Palpimanidae.
Artens utbredningsområde är São Tomé. Inga underarter finns listade i Catalogue of Life.